# Kajetan Chyliński
Kajetan Chyliński herbu Jastrzębiec (ur. 1849) – polski prawnik.

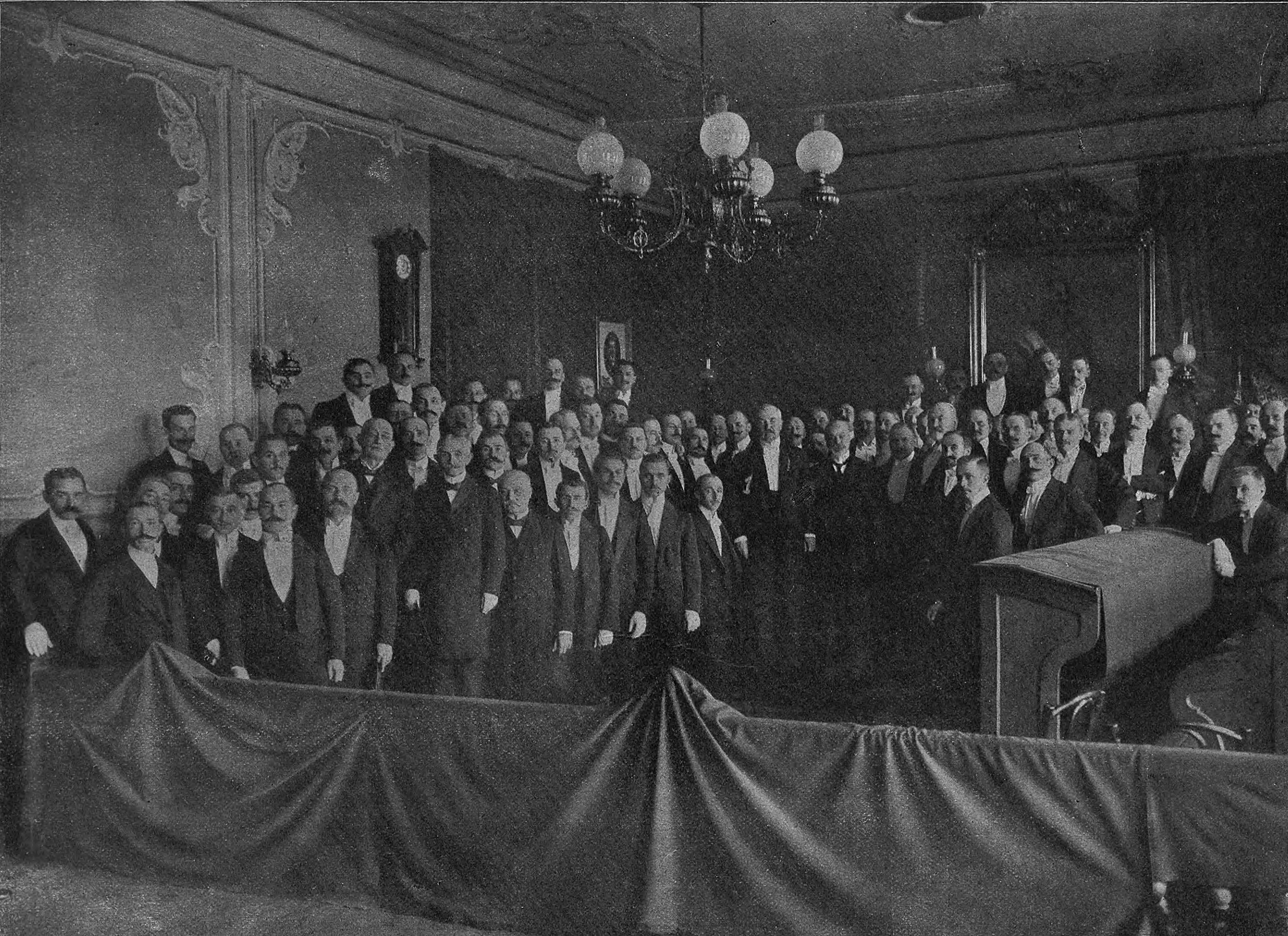
Uroczystość pożegnania Kajetana Chylińskiego (oznaczony 1) w Przemyślu 30 marca 1913

## Życiorys
Urodził się w 1849. Był synem Wojciecha Chylińskiego (zm. 1893) z miejscowości Michalcze, bratem Antoniego (ksiądz proboszcz rzymskokatolicki tamże) i Michała (1856-1925, dziennikarz, redaktor krakowskiego „Czasu”).
W okresie zaboru austriackiego w ramach autonomii galicyjskiej wstąpił do służby sądowniczej w 1872. Początkowo w randze auskultanta wschodniej Galicji C. K. Wyższego Sądu Krajowego od około 1873 pracował w C. K. Sądzie Obwodowym w Stanisławowie. Następnie od 1876 był adjunktem w C. K. Sądzie Powiatowym w Busku. Od 1884 do 1886 był adjunktem sądowym w C. K. Sądzie Obwodowym w Samborze. Później przeszedł do służby w C. K. Prokuratorii Państwa i od 1886 był zastępcą C. K. prokuratora w Złoczowie, od 1889 był zastępcą c. k. prokuratora we Lwowie. W kwietniu 1894 został mianowany radcą Sądu krajowego i od tego czasu w tym charakterze pracował w C. K. Sądzie Obwodowym w Przemyślu, a od początku 1895 był radcą C. K. Sądu Krajowego we Lwowie. W czerwcu 1898 został mianowany na stanowisko wiceprezydenta C. K. Sądu Obwodowego w Samborze i sprawował stanowisko w kolejnych latach. Następnie sprawował stanowisko prezydenta C. K. Sądu Obwodowego w Sanoku od 1900 do 1908 (w tym okresie zwiększył w nim liczbę radców do 11 oraz stworzył stanowisko zastępcy prezydenta). 7 czerwca 1905 dokonał odbioru na własność państwa budynku sądu ulicy Tadeusza Kościuszki z masy spadkowej Saula Pinalesa. 28 stycznia 1905 został wybrany prezesem Towarzystwa Opieki nad Uwolnionymi Więźniami w Sanoku (wiceprezesem został starosta Antoni Pogłodowski). 8 lutego 1905 Rada Gminy Bukowsko nadała K. Chylińskiemu i A. Pogłodowskiemu honorowe obywatelstwo gminy w uznaniu zasług przy budowie gmachu sądowego w Bukowsku. Otrzymał tytuł radcy dworu (Hofrat). 15 września 1908 został mianowany przewodniczącym sądu przysięgłych przy C. K. Sądzie Obwodowym w Sanoku na pierwszą kadencję od 23 listopada 1908. Od 1908 był prezydentem C. K. Sądu Obwodowego w Przemyślu. Ze stanowiska odszedł na własne żądanie, a uroczystość pożegnalna sądzie w Przemyślu odbyła się 30 marca 1913. Podczas tego spotkania otrzymał dyplom honorowy od miejscowego Towarzystwa Weteranów. Łącznie przepracował w służbie przeszło 41 lat.
W C. K. Armii został mianowany podporucznikiem w rezerwie piechoty z dniem 1 listopada 1871. Do około 1879 był oficerem rezerwy 77 Galicyjskiego pułku piechoty w Samborze. Następnie w C. K. Obronie Krajowej w rezerwie piechoty w grupie nieaktywnych został zweryfikowany w stopniu podporucznika z dniem 1 listopada 1871, a potem awansowany na stopień porucznika z dniem 1 maja 1880. Od około 1879 do około 1882 posiadał przydział do Galicyjskiego batalionu piechoty obrony krajowej nr 68 w Brodach.
W 1892 został członkiem Towarzystwa dla Rozwoju i Upiększania Miasta Lwowa. Jego żoną była Leontyna (wzgl. Klementyna, potocznie określana jako hofratowa), która w Sanoku była założycielką i przez wiele lat do 10 marca 1908 pełniła stanowisko prezesa Towarzystwa św. Wincentego à Paulo. Jego synem był Mieczysław Chyliński (ur. 1880, oficer wojskowy).

## Odznaczenia
austro-węgierskie
- Order Korony Żelaznej III klasy (październik 1905, za zasługi położone w sądownictwie)[29].
- Kawaler Orderu Leopolda (1913)[30].
- Brązowy Medal Jubileuszowy Pamiątkowy dla Sił Zbrojnych i Żandarmerii (przed 1912)[20].
- Medal Jubileuszowy Pamiątkowy dla Cywilnych Funkcjonariuszów Państwowych (przed 1912)[20].
- Krzyż Jubileuszowy dla Cywilnych Funkcjonariuszów Państwowych (przed 1912)[20].